# Hugo Van Kuyck
Pour les articles homonymes, voir Van Kuyck.
Hugo Van Kuyck, né le 1er décembre 1902 à Anvers et mort le 29 septembre 1975 à Anvers est un ingénieur civil architecte fonctionnaliste belge, qui fut principalement actif dans les années 1960 et 1970.

## Biographie
Il est ingénieur civil de l'Université d'État de Gand.

## Seconde Guerre mondiale
A la Seconde Guerre mondiale, lors de l'invasion allemande de 1940, et l'exode en France, il accompagne le gouvernement belge Pierlot. Paul-Henri Spaak, ministre des Affaires Étrangères, l'envoie avec la dernière mission diplomatique aux États-Unis. Quand la force aérienne de la Marine impériale japonaise lance l'attaque de Pearl Harbor le 7 décembre 1941, l'Armée des Etats-Unis recrute le jeune ingénieur.
En 1943, il est envoyé en Grande-Bretagne pour la préparation secrète du Débarquement de Normandie. Mais durant l'Occupation de la France par l'Allemagne, les Allemands ont bâti le mur de l'Atlantique (Atlantikwall en allemand), un ensemble important de fortifications côtières, parsemé de mines, de barrières et d'obstacles. L'expérience de Van Kuyck comme ingénieur et cartographe vient à point.
Des mois durant, il survole à basse altitude la Normandie occupée et en ramène des milliers de photos de photographie aérienne qui lui permettent d’étudier non seulement le relief des côtes mais également les courants marins ainsi que la hauteur des eaux en fonction des marées, que les cartes marines de l’époque indiquaient sans précision. Au moyen des photos et des renseignements de la Résistance française, une carte est établie .
La Résistance belge y travaille aussi : Roger Morsa, géomètre au Service du Cadastre de Bruges, résistant et officier de réserve, copie, grâce à la machine de reprographie des plans cadastraux, plus de mille plans allemands de l'Oberkommando der Wehrmacht, qu'il transmet aux Alliés : les positions de l'armée allemande d'Amsterdam jusqu'à Gravelines (dans le Nord de la France), l'ensemble du réseau téléphonique reliant les unités militaires, le réseau téléphonique d'alarme depuis Amsterdam jusqu'à Bordeaux, le plan indiquant tous les quartiers généraux le long des côtes, les plans détaillés de tous les champs de mines réels et simulés, l'organisation de la défense de Zeebruges, Ostende, Bruges, Rotterdam et Bordeaux, le plan détaillé des unités occupant l'île de Walcheren, la structure de la division blindée Hermann Göring (casernée à Izegem, en province de Flandre-Occidentale, au bord de la Mer du Nord), le détail des signaux télégraphiques et des projecteurs et signaux optiques en cas d'attaques alliées, les points de défense, batteries d'artillerie côtière du mur de l'Atlantique et nids de résistance le long des côtes, etc ,,.
Le major (des États-Unis) Van Kuyck débarque lui-même à Omaha Beach le 6 juin 1944 pour en étudier le sol et identifier les portions de plage susceptibles de supporter du matériel lourd et du ravitaillement. Après la guerre, il quitte l'armée des États-Unis avec le grade de lieutenant-colonel . Il reçoit la Bronze Star Medal  et la Legion of Merit.

## Réalisations de style fonctionnaliste
- 1954-1957 Tour P&V, ancien siège de la Prévoyance Sociale (P&V)[7],[8].

- 1958-1968 Cité administrative de l'État, boulevard Pachéco à Bruxelles (Marcel Lambrichs, Hugo Van Kuyck, Georges Ricquier[9] et Jean Gilson)[10]: immeuble rénové en 2012-2013

- 1960-1961 Immeuble de bureaux et usine de Bowater-Philips à Gand (Meulestede) : usine totalement dévastée par un incendie en 1970

- 1962 Siège de la compagnie Swiss Life, rue de la Loi à Bruxelles : immeuble transformé en 1994 en style postmoderne par le Bureau d'architecture Henri Montois

- 1963 Immeuble de bureaux, boulevard de Berlaimont 18 à Bruxelles (en face de la Banque Nationale)[11]

- 1968-1980 Siège de la Générale de Banque, rue Ravenstein 29 à Bruxelles (Pierre Guillissen, Hugo Van Kuyck, Christian Housiaux, Jean Polak)[12] : démoli en 2016

- 1968-1983 Tour des Finances, boulevard du Jardin Botanique 50 à Bruxelles (Hugo Van Kuyck, Marcel Lambrichs et Léon Stynen) : tour transformée en 2008 en style postmoderne par Michel Jaspers[13]

## Réalisations de style néo-classique
- 1965-1968 Siège de la Société Générale de Belgique (Hugo Van Kuyck, Pierre Guillissen, Christian Housiaux) (travaux effectués de 1968 à 1980)[14]

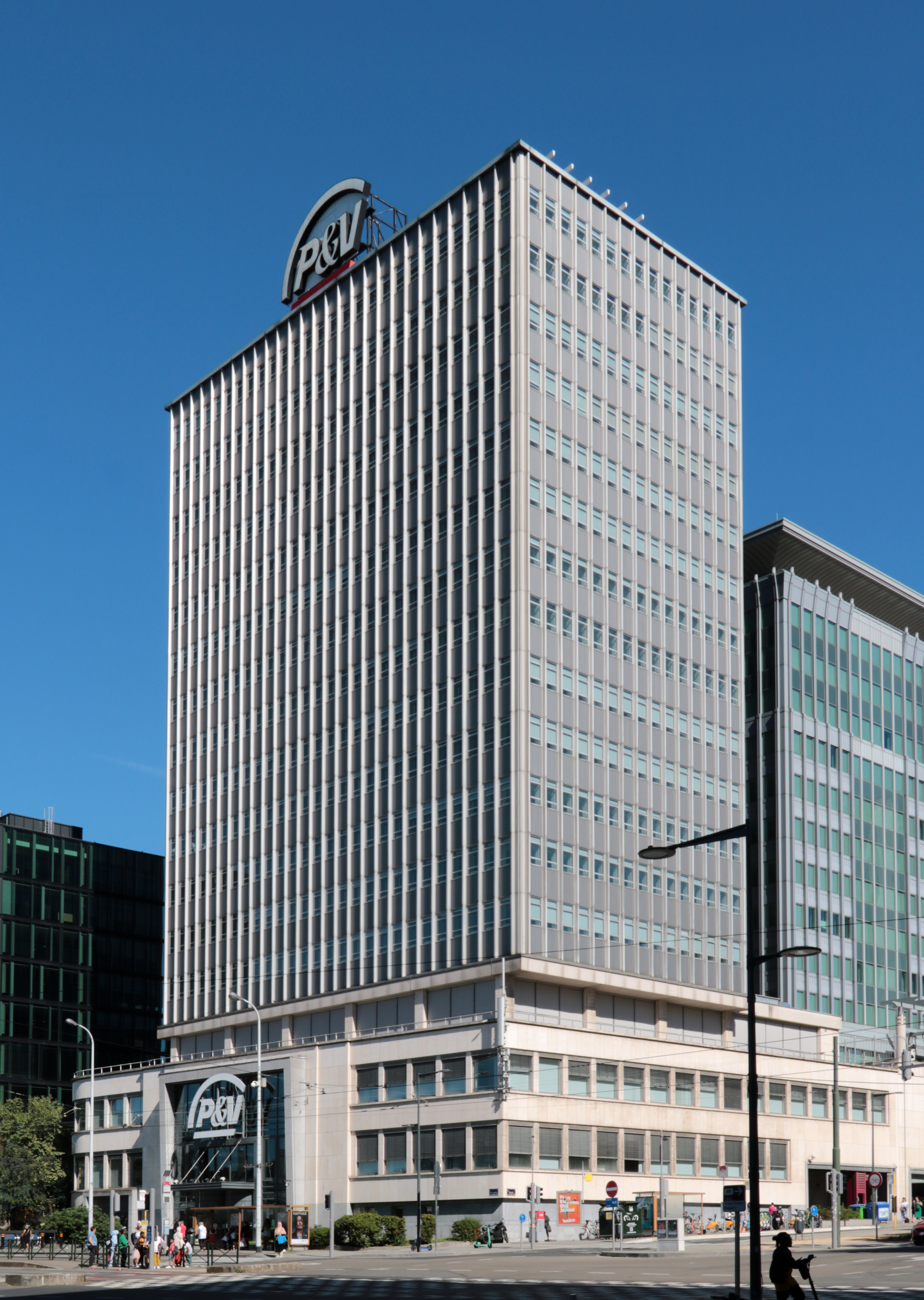
La Tour P&V.
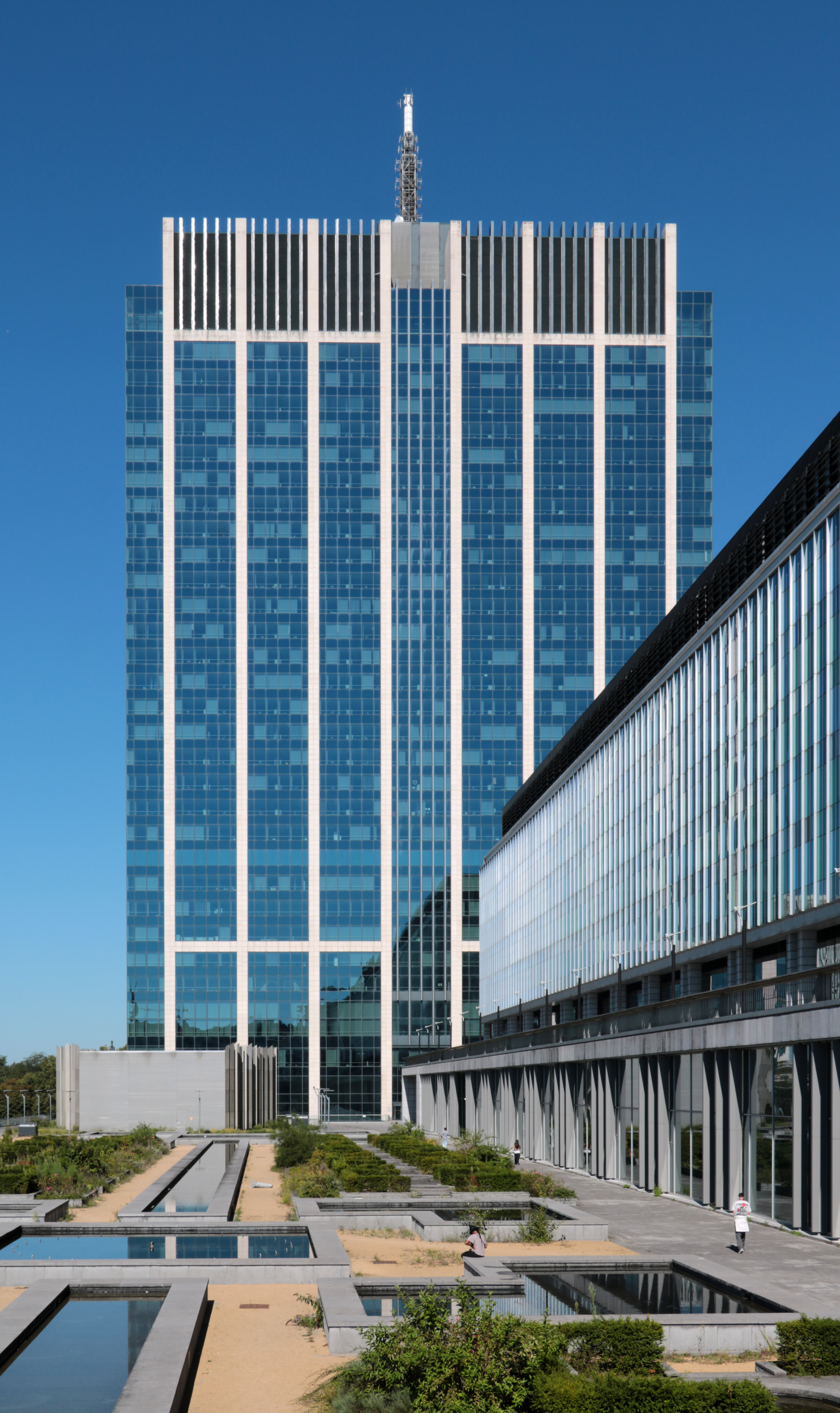
La Tour des Finances.
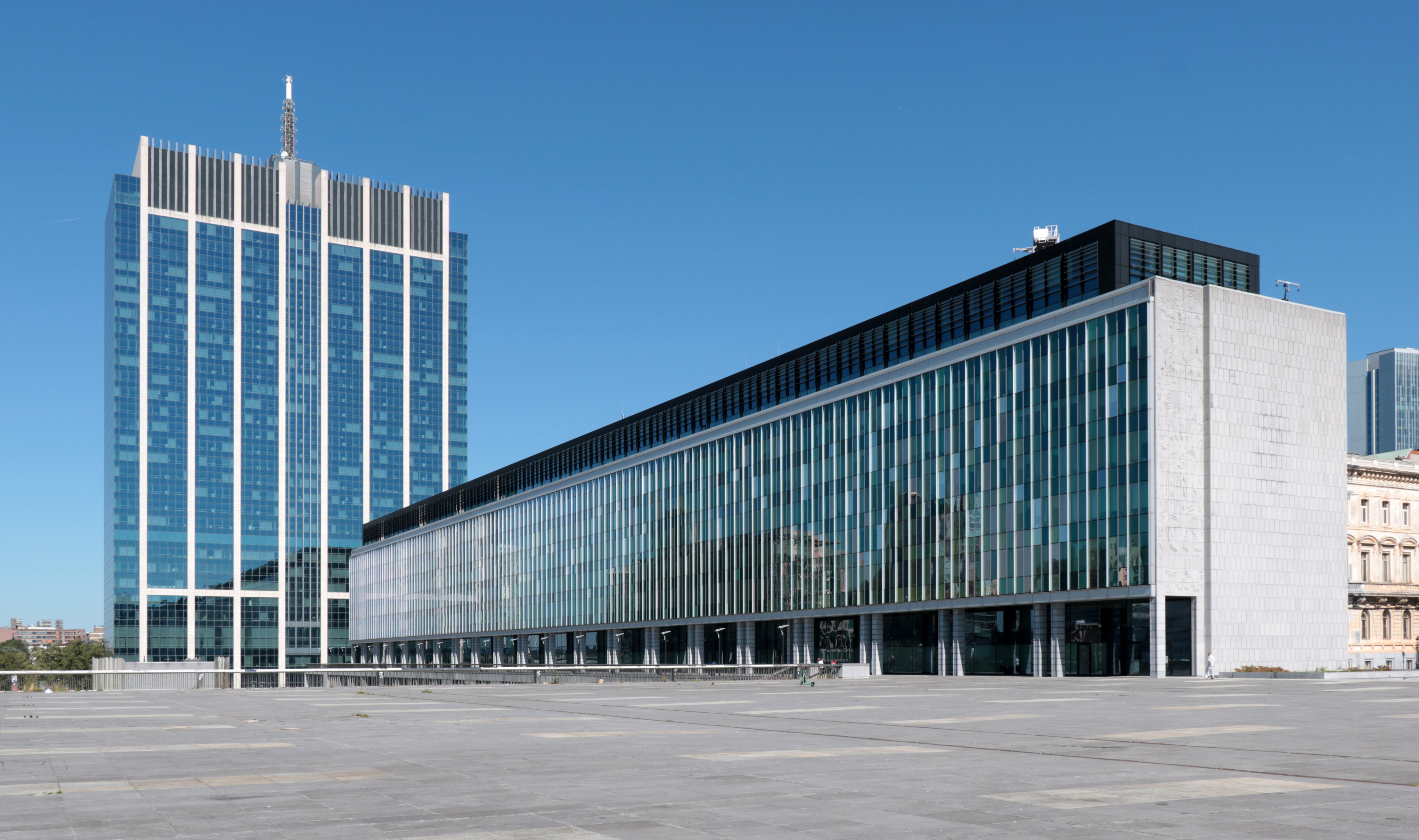
La Tour des Finances et la Cité administrative de l'État.